# 杏林記念病院
杏林記念病院（きょうりんきねんびょういん）は、大阪府大阪市西成区にある、医療法人杏樹会(いりょうほうじんあんじゅかい)が設立した病院。第二次救急医療機関。

## 沿革
(この節の出典)
- 1986年11月：内科、外科、整形外科、リハビリテーション科、放射線科の個人病院として開設（120床）
- 2004年11月：診療科目を一部変更（内科、外科、リハビリテーション科、放射線科）
- 2010年1月：医療法人に組織変更
- 2010年1月：日本外科学会外科専門医制度関連施設に指定

## 診療科
- 内科

- 外科
- リハビリテーション科
- 放射線科
- 消化器外科
- 消化器内科

## 医療機関の指定
(この節の出典)
- 保険医療機関
- 労災保険指定病院
- 生活保護法指定病院（中国残留邦人等の円滑な帰国の促進並びに永住帰国した中国残留邦人等及び特定配偶者の自立の支援に関する法律（平成六年法律第三十号）に基づく指定医療機関を含む。）
- 原子爆弾被害者一般疾病医療取扱病院
- 身体障害者福祉法指定医の配置されている医療機関
- 在宅療養支援病院
- 公害医療機関

## 所在地・アクセス
大阪市大阪府西成区天下茶屋1-18-24
- 阪堺電気軌道阪堺線「今船停留場」より徒歩3分
- 南海高野線 「萩ノ茶屋駅」より徒歩5分
- Osaka Metro四つ橋線 「花園町駅」より徒歩5分
- Osaka Metro堺筋線・南海電気鉄道 「天下茶屋駅」より徒歩8分